# Naphidim
I Naphidim sono personaggi secondari del fumetto Dampyr della Sergio Bonelli Editore.

## I personaggi
I Naphidim sono angeli caduti, passati da diversi millenni al servizio della Squadra del Male, più precisamente alle dirette dipendenze del Maestro della Notte Nergal, capo della polizia segreta infernale.
Poiché sul nostro piano di esistenza la Legge dell'Equilibrio non consente loro di agire né di manifestarsi materialmente, si limitano a spiare per conto di Nergal, ricorrendo alla loro capacità di rendersi invisibili (da qui l'epiteto di Veglianti con cui sono altrimenti conosciuti). Quando Harlan Draka non era ancora a conoscenza della sua vera natura, furono incaricati di sorvegliarne le mosse dal loro capo, desideroso di arruolare il Dampyr tra le sue schiere. Il più potente tra loro è il perfido Semyaza.

## Curiosità
- Il nome di questi agenti del Male è stato tratto dal mito giudaico-cristiano dei Naphidim, presente nel Libro dei Giubilei.